# Евансвил
Евансвил (на английски: Evansville) е град в окръг Вандербург, щата Индиана, САЩ. Евансвил е с население от 118 930 жители (по приблизителна оценка за 2017 г.) и площ от 105,6 кв. км. Намира се на 118 м. н.в. Основан е през 1812 г., а получава статут на град през 1819 г.
Той е административен център на окръга. Населението е било 117 429 души според преброяването от 2010 г., правейки го третият най-населен град в щата след Индианаполис и Форт Уейн и 232-рият най-населен град в Съединените щати. Той е търговски, медицински и културен център на Югозападна Индиана. 38-ият паралел пресича северната част на града и е маркиран на Interstate 69.
Разположен е на река Охайо, затова често е наричан „Долината на полумесеца“ или „Градът река“. Като доказателство за величието на Охайо, ранни френски изследователи го кръстили La Belle Rivière („Красивата река“). Районът е бил населяван от различни местни култури от хилядолетия, датиращи от най-малко 10 000 години. Ейнджъл Мундс е било постоянно селище на мисисипската култура от 1000 до около 1400 г. Европейско-американският град е основан през 1812 г.
Седалищата на три NYSE компании (Accuride, Berry Global и OneMain Financial) са в Евансвил, както и глобалният оперативен център на NYSE компания Mead Johnson. Седалищата на три други компании, търгувани на NASDAQ (Escalade, Old National Bank и Shoe Carnival) също са в Евансвил. Градът е дом на публични и частни предприятия в много области, тъй като Евансвил служи като икономически център на региона.
Евансвил е дом на Tropicana Evansville, първото казино на щата, Mesker Park Zoo and Botanic Garden, един от най-старите и най-големите зоопаркове в щата и индустрия за спортен туризъм. Градът има няколко образователни институции. Университетът на Евансвил е частно училище в източната част на града, докато Университетът на Южна Индиана е по-голяма публична институция точно извън западните границите на града. Медицинското училище в университета на Индиана също има студентско общежитие в Евансвил. Други местни образователни институции включват национално признатата Школа за подписи и Публичната библиотека на Евансвил Вандербург. През 2008 г. градът беше избран за най-добър град в страната „за живеене, работа и игра“ от читателите на Kiplinger, а през 2009 г. за 11-ия най-добър град.

## История
Имало е постоянно човешко присъствие в района, който е станал Евансвил, от най-малко 8 000 г. пр. Хр. от палео-индианци. Археолози са идентифицирали няколко архаични и древни обекта в и близо до Евансвил, като най-сложният от тях е Ейнджъл Мундс. Той е бил построен и населен от около 900 г. до около 1400 г. сл. Хр., малко преди идването на европейците в Северна Америка.
След изоставянето на Ейнджъл Мундс между 1400 и 1450 г. племена от историческите Маями, Шоуни, Пианкешоу, Уандот, Делауеър и други индиански народи са били в района. Френски ловци и трапери (ловци, които поставят капани) са били едни от първите европейци, които са дошли в района, използвайки Вансен като база за операции и търгуване с козина. Земята, обхващаща Евансвил, е била официално преотстъпена от Делауеър през 1805 г. на генерал Уилям Хенри Харисън, тогава губернатор на територията на Индиана.
На 27 март 1812 г. Хю МакГари Младши закупил около 441 акра и ги наименувал „Приземяването на МакГари“. През 1814 г., за да привлече повече хора, МакГари преименувал селото си на „Евансвил“ в чест на полковник Робърт Морган Еванс. Евансвил е включен към окръга през 1817 г. и е определен за седалище на окръга на 7 януари 1818 г. Окръгът е кръстен на Хенри Вандербург, починал главен съдия на Териториалния върховен съд на Индиана.
Евансвил се превърнал в процъфтяващ търговски град с речна търговия и градът започнал да се разширява извън първоначалната си територия. Западната му част е била откъсната в продължение на много години от основната част на града от Пиджън Крийк и фабриките, които се развиват по него, правейки го индустриален коридор. Земята, включваща бившия град Ламаско, е картографирана през 1837 г. и анексирана през 1870 г.
Икономиката на Евансвил получила тласък в началото на 30-те години на XIX век, когато Индиана представил планове за изграждането на най-дългия канал в света, 400-метров канал, свързващ Големите езера в Толедо, Охайо с вътрешноконтиненталните реки в Евансвил. Проектът е бил с цел да отвори Индиана за търговия и да подобри транспорта от Ню Орлиънс до Ню Йорк Сити. Проектът докарал щата до фалит и е бил толкова лошо проектиран, че нямало да задържи водата. По времето, когато каналът Уабаш и Ери е завършен през 1853 г. първата железопътна линия на Евансвил, железопътна линия Евансвил и Крауфорд, вече е отворена за Тере Хоте (град в Индиана). Разширението на железопътните линии на тази територия направило канала отживелица. Само два плоски баржа са направили цялото пътуване.
Ерата на най-големия растеж на Евансвил е през втората половина XIX век, след разрушенията от Гражданската война. Градът е бил основна спирка за параходи по река Охайо и е бил пристанище за много компании, занимаващи се с търговия по реката. Копаенето на въглища, производството и дърводобивът са били основни източници на икономическа активност. До 1900 г. Евансвил вече е един от най-големите центрове за дървени мебели, с 41 фабрики, в които работят приблизително 2 000 работници. С времето железопътните линии станали по-важни и през 1887 г. железницата L&N конструирала мост над река Охайо.
През този период основните етнически групи на Евансвил се състояли от протестанти шотландско-ирландци от Юга, католици ирландци, идващи за работа по канала или по железопътните линии, бизнесмени от Нова Англия, германци, бягащи от Европа след революциите през 1848 г. и освободени роби от Западен Кентъки. Според преброяването през 1890 г. Евансвил се класира като 56-ата най-голяма градска зона в Съединените щати, но е задминат по население от други градове през началото на XX век. С началото на XX век градът продължил да се развива в източните си части. Производството също се разраснало много, в частност автомобилните и хладилните индустрии.
Братята Греъм, Рей, Робърт и Джоузеф, започнали с успешна фабрика за стъкло в Евансвил. След като я продали през 1907 г., фабриката за стъкло станала Либи-Оуенс-Форд. През 1916 г., виждайки необходимостта от надеждни камиони, братята Греъм влезли в бизнеса с шасита за камиони. Евансвил е бил дом на Graham Brothers Trucks (Камионите на братя Греъм) от 1916 до 1929 г. Надеждността на камионите им се дължи от части на употребата на задни оси за вътрешно предаване Torbensen.
В града се наблюдавал експоненциален растеж в началото на XX век с производството на дървен материал и производството на мебели. До 1920 г. Евансвил вече имал две дузини мебелни компании. През 20-те и 30-те е направен опит за подобрение на транспортното положение и градът е успешно качен на магистралата от Чикаго до Маями „Dixie Bee“ (американска магистрала 41). Построен е мост над река Охайо през 1932 г. и през това десетилетие са направени стъпки към изграждането на летище.
Но наводнението на река Охайо през 1937 г. обхванало 500 жилищни блока в Евансвил, което довело до сериозна криза. С параходи, по-малко необходими за местната икономика, градските и федералните служители реагирали на наводнението като построили повече и по-високи нива: конструкция, която заоградила и скрила река Охайо зад бариера от берми от пръст и бетонни стени.
По време на Втората световна война Евансвил бил важен център на индустриална продукция, която помогнала на регионалната икономика да се възстанови след Голямата депресия. Огромен 45-акров корабостроителен комплекс е построен на брега на реката, източно от авеню Св. Джоузеф, за производството на океански LST (Landing Ship-Tanks). Корабостроителницата на Евансвил е била най-големият вътрешноконтинентален производител на LST. По това време много компании преминали към производството на военно снаряжение. През 1942 г. градът придобил фабрика близо до летището за производството на изтребители P-47 Thunderbolt, познати като P-47. Евансвил произвел общо 6 242 изтребителя P-47, почти половината от произведените P-47 в страната по време на войната.
След войната производствената база на Евансвил на автомобили, домакински уреди и селскостопанско оборудване се възползвала от нарастващото търсене след войната. Нарастващото търсене на жилища предизвикало развитие на града на север и на изток. Но между 1955 и 1963 г. рецесията в цялата страна ударила и Евансвил. Много фабрики затворили, включително Servel (която произвеждала хладилници) и Chrysler. Икономиката била спасена от почти тотален крах от 28 бизнеса, които се преместили в района, включително Whirlpool, Alcoa General Electric.
През последната трета на XX век Евансвил станал център на търговската, медицинската и обслужващата индустрия на регион от три щата. Икономическият растеж през 1990 г. се дължи на разрастването на университета на Южна Индиана. Пристигането на производствените предприятия на гигантите Toyota и AK Steel, както и на Tropicana Evansville също допринесли за растежа. С началото на XXI век Евансвил продължил с постоянен темп своята икономическа стабилност.

## География
Градската зона на Евансвил, 142-тя най-голяма в САЩ, включва 4 окръга в Индиана (Гибсън, Поузи, Вандербург и Уорик) и 2 окръга в Кентъки (Хендерсън и Уебстър). Градската зона не включва Оуенсборо, Кентъки, който е близка градска зона на около 48 км (30 мили) югоизточно от Евансвил. Този район понякога е наричана „Кентъкиана“, въпреки че обикновено е наричана „трищатният“ район от местните медии. Евансвил е с координати 37°58'38"N 87°33'2"W (37.977166, −87.550566).
Според преброяването от 2010 г. Евансвил е с площ от 115,57 км2 (44,622 кв. мили), от които 114,35 км2 (44,15 кв. мили) или 98,94% са земя и 1,22 км2 (0,472 кв. мили) или 1,06% са вода.

### Топография
Южната граница на града е на брега на река Охайо. Повечето от града е в плитка долина, заобиколена от ниски хълмове. Западната му част е построена на тези хълмове и там се намират паркът Бурдет, амфитеатърът Мескър и зоопаркът Мескър. Забележителностите в източната част са 240-акровият природен резерват Уесълман Уудс и историческият обект Ейнджъл Мундс.

### Градски пейзаж
Бизнес кварталът и крайбрежието се отличават с казина, ресторанти, барове и магазини, които привличат десетки хиляди посетители всяка година. Въпреки че голяма част от външната част на града са с типична архитектура за предградия, централната част запазва архитектурата от началото на XX век. Няколко блока на изток от бизнес квартала е кварталът Ривърсайд с улици с дървета от двете страни и къщи от XX век. Музеят Рейц е един от най-добрите примери за архитектура от Втората френска империя в САЩ. Другите къщи наоколо имат подобен дизайн и включват италиански, колониален и ренесансов стил.

### Квартали
Евансвил има 13 квартала, които са квалифицирани като исторически и са включени в Националния регистър на историческите места.
- Bayard Park
- Culver Historic District
- Haynies Corner Arts District
- Lamasco
- Lincolnshire Historic District
- Riverside
- Washington Avenue Historic District (Evansville, Indiana)
- Independence Historic District (Evansville, Indiana)

### Климат
Евансвил има влажен субтропичен климат. Летата са горещи и влажни, а зимите са хладни до меки. Средните температури варират от 0,3 °C (32,5 °F) през януари до 25,6 °C (78,0 °F) през юли. Средното количество валежи е 1 150 мм (45,4 инча), включващо среден сезонен снеговалеж от 30 см (11,8 инча). Снеговалежите варират от 1,3 см (0,5 инча) (2011 – 12) до 96 см (37,9 инча) (1969 – 70). Средно има 41 дена годишно с максимална температура от 32 °C (90 °F) или повече и 17 дена с температура около или под нулата. Средният първи ден на замръзване е 26 октомври, а последният – 7 април, в резултат на което има период без замръзване от 201 дена. Екстремните температури варират от -31 °C (-23 °F) на 2 февруари 1951 г. до 44 °C (111 °F) на 28 юли 1930 г. Рекордът за най-ниска температура е -19 °C (-3 °F), поставен на 20 януари 1985 г. и 2 декември 1989 г., а за най-висока – 28 °C (82 °F) е достигнат последно на 8 юли 1980 г.